# Concurso preventivo
Concurso preventivo argentino: Es de prevención y reorganización con el fin de evitar la quiebra. Se presume insolvencia por parte del deudor y buena fe. Es un remedio judicial establecido por la Ley 24.522 (normativa que también regula el procedimiento de quiebra), a los efectos de que tanto personas físicas como jurídicas puedan renegociar las deudas contraídas con sus acreedores en un plazo y forma establecidos en la ley aplicable.

## Procedimiento
En primer lugar, el deudor se presenta ante un juez para pedir el concurso preventivo. Para ello, debe cumplir con los requisitos previstos en la sección II de la ley 24.522 (desde el artículo 5 hasta el 12). El cumplimiento de los requisitos determina que el juez pida la suspensión de los créditos en contra del deudor y la ejecución de los intereses. 
Luego, los acreedores deben presentarse a un síndico y piden ser tenidos en consideración. El síndico presenta el informe donde evalúa a cada acreedor y el juez (según lo dispuesto en el artículo 36 de la ley 24.522) hace un dictamen verificando este informe.
Posteriormente se realiza un informe general, en el cual el síndico informa acerca de la situación de la empresa.
Finalmente, hay un período de exclusividad en el que el deudor concurre privadamente a los acreedores involucrados en el concurso y negocia con cada uno de ellos. Para ello, necesita negociar por más del 50% de la deuda con cada uno de ellos y es esencial la aceptación de la mayoría de acreedores.
- Datos: Q5781265